# 荊爾梴
荊爾梴（16世紀—17世紀），山西平陽府蒲州臨晉縣人，明朝文人。

## 生平
荊爾梴是貢生出身，遇事能明辨，與兵部主事成德相交，對方戍邊時無人過問，他為其定館授餐，談論古今大義和時事廢寢忘餐。後來成德獲起用，甲申之變殉難，他得知後大為悲痛，捨棄諸生身份，寫下悲壯的輓詩，很快到文廟仰首長號，投儒冠於地，裝作瘋狂，醉酒而死。

## 引用
1. 1 2  民國《臨晉縣志·卷九·鄉賢錄上》：荊爾梴，養喬次子，邑諸生，強立有父風。成介愍之來臨也，悄慘憔悴，親故鮮過問者；梴兄弟與介愍舊相識，為之定館授餐，每與介愍談論輙忘寢食，所談皆古今大義，及時事不當之意。迨介愍以起官，以甲申殉難，梴聞之大慟，輓以詩，其詞悲壯淋漓，不可卒讀，遂乃無意人間，赴文廟仰首長號，投儒冠於地，佯狂而死。 舊志
2. ↑  錢海岳《南明史·卷一百一·列傳第七十七》：荊爾梴，臨晉人，諸生。陽狂，酒死。
3. ↑  錢海岳《南明史·卷一百十·列傳第八十六》：荊爾梴，臨晉人。痛哭，去諸生。